# Hornung (protipartyzánská operace)
Hornung (česky Únor) byl krycí název pro kárnou (trestnou) protipartyzánskou operaci na území okupovaného Běloruska. Operace probíhala v okolí měst Hancavičy – Salihorsk – Lenin (bělorusky Ленін) – Luniněc od 11. února 1943 do 21. února 1943. Operace si vyžádala 12 000 civilních obětí a mnohé vesnice byly vypáleny.

## Výchozí podmínky a cíle operace
Územím Běloruska procházel hlavní nápor německých vojsk po napadení SSSR směrem na Moskvu a Leningrad, kde se nacházela hlavní centra sovětské moci. Tomu také odpovídala rozhodná obrana Rudé armády. Týlové oblasti, kterými se velká část Běloruska stala, tak trpěly špatnými životními podmínkami. Tuto situaci zhoršovaly skupiny marodérů z rozbitých útvarů sovětské armády po porážkách z roku 1941. Nutnost bránit se před nimi vedla k ustavení prvních protisovětských dobrovolnických útvarů, které se pak zúčastňovaly protipartyzánských operací. Bažinatý terén, lesy a nerozvinutá silniční infrastruktura nahrávala partyzánskému způsobu vedení války. První akce zaměřená proti zbytkům sovětských vojsk a formujícím se partyzánským jednotkám proběhla již v červenci – srpnu 1941 pod krycím názvem Pripjaťské bažiny, která probíhala mimo dalších také v Poleské oblasti. Během německé okupace mezi roky 1941 – 1944 byla velká část Poleské oblasti po trasu 20 km severně od železnice Kobryn – Homel začleněna do říšského komisariátu Ukrajina. Další část oblasti byla zařazena do říšského komisariátu Ostland. 
Civilní obyvatelstvo v okupovaném území se také stalo předmětem německých požadavků na pracovní síly, které byly nutné pro říšskou válečnou výrobu a zemědělství, a proto byli mnozí lidé odvlékáni na nucené práce. Tyto podmínky spolu s porážkami německých armád vedly ke vzniku a rozmachu partyzánského hnutí v Bělorusku, které se okupační úřady snažily potlačit různými metodami. 
Na přelomu let 1942 a 1943 se partyzánům podařilo zničit posádky v okolí města Homelu. Díky tomu se počátkem roku 1943 Poleská oblast stala územím, kde byla obnovena sovětská moc a dostala se mimo kontrolu okupačních úřadů. U vesnice Anančicy (rusky Ананчицы) se nacházelo letiště se spojením do SSSR.
Operace Hornung byla zaměřena proti partyzánům z oblasti Sluck a Pinsk. Klíčovými cíli operace bylo zabránit partyzánskému hnutí v rozšíření na sever Běloruska a ochrana úseku železnice na trati Brest – Luniněc – Homel. Zpravodajci SD odhadovali počet partyzánů v oblasti na 3 – 4 tisíce a také učinili závěr, že partyzáni v zimním období jsou počasím a podmínkami nuceni být ubytováni ve vesnicích. Německé velení nabylo přesvědčení, že bez podpory civilního obyvatelstva nemají partyzáni šanci na přežití, a proto se ve svých trestných operacích zaměřilo především na civilisty. Výsledkem těchto úvah byla, krom eliminace partyzánů v oblasti, snaha zničit síť jejich podporovatelů, a omezit tak jejich operační možnosti. Tento záměr také předznamenával způsob a metody provedení operace, kterými bylo vypalování vesnic, odsun, či likvidace místních obyvatel. Vypálené oblasti se měly stát neobsazeným prostorem. Cílem operace bylo zničení všeho, co může sloužit jako obrana a úkryt. Okolí se mělo stát zemí nikoho, kde všichni obyvatelé měli být zastřeleni. Dobytek, obilí a další produkty měly být zabaveny a odvezeny. Zvláštní důraz byl kladen na odvoz lnu. Seno, pokud nebylo potřeba na krmení dobytka mělo být také spáleno. Rozkaz k zahájení operace neobsahoval pokyny pro evakuaci pracovních sil, ale pouze pokyny ke zničení budov, eliminaci osob a konfiskaci majetku. Podle rozkazu Curta von Gottberga šlo o vytvoření mrtvé zóny z dotčené oblasti a uplatnění taktiky spálené země tam, kde byli partyzáni spatřeni. Zároveň byl stanoven úkol zabavit dobytek, obilí a další majetek civilistů až poté, co budou v každé oblasti nalezeny a zničeny všechny partyzánské oddíly.

## Nasazené síly

### Německé okupační síly a spolupracující útvary
Pro Hornung nacisté vytvořili pět bojových skupin o třinácti praporech. Nasazeny byly:
- SS-Sturmbrigade Dirlewanger,
- SS brigáda Družina,
- Einsatzgruppe B,
- menší jednotky SS,
- RONA,
- prapory Schutzmannschaftu Běloruské pomocné policie, 57. prapor Ukrajinské pomocné policie a Lotyšské pomocné policie,[2][3]
- dva prapory slovenského 101. pěšího pluku Zajišťovací divize.[1][pozn. 2]

Útvary byly seskupeny do operačních skupin pod velením von Gottberga a Prützmanna, který dále disponoval zvláštními oddíly SD. Skupinám byly přiděleny názvy podle světových stran, ze kterých do oblasti nastupovaly.

### Sovětské síly
Partyzánským skupinám operujícím v oblasti velel V. Z. Korž (rusky В. З. Корж) a jednalo se o následující identifikované partyzánské skupiny:
- 300. partyzánská brigáda Vorošilov,[4][5] velitel V. G. Jeremenko (rusky В. Г. Еременко),[5]
- 27. partyzánská brigáda Čapajev,[4][5] velitel N. A. Šestopalov (rusky Н. А. Шестопалов),[5]
- Partyzánský oddíl Molotov,[4]
- Partyzánský oddíl Kirov,[4] velitel M. I. Koreškov (rusky М. И. Корешков),[6]

- Partyzánský oddíl N. T. Šiš,[7] velitel M. I. Gerasimov  (rusky М. И. Герасимов).[8]

## Průběh operace
Operace byla prováděna způsobem, který byl slangově nazýván "hon na koroptve" (německy Jagd auf die Rebhuhner). Tento manévr se prováděl tak, že se nejprve obklíčilo území, ve kterém se předpokládal výskyt partyzánů. Následně jedna část jednotek tvořících uzávěru se posunula vpřed, ale jednotky operující v opačném úseku zůstávaly na svém místě. Tento manévr měl ustupující partyzány zatlačit na připravená postavení čekajících jednotek na opačném konci obkličovacího kruhu.
Jako předehru operace ve dnech 8. a 9. února 1943 provedly kárné jednotky ve Sluckém ghettu popravu 3 300 Židů. Operace byla zahájena z několika stran silami 13 praporů a četných menších jednotek v pěti bojových skupinách. Ve zprávách pro obyvatelstvo vydaných německými úřady byl kladen důraz na to, že cílem jsou pouze skuteční partyzáni. Podle záznamů v bojovém deníku 23. policejního praporu začal Hornung dne 11. února 1943. První se do bojů dostaly partyzánské brigády Vorošilov a Čapajev.
Jednotky partyzánů nejdříve čelily náporu trestných sil, ale následně se stáhly na připravenou obrannou linii. V noci na 12. února 1943 se partyzáni zadržující německý nápor stáhli hlouběji do svých postavení k vesnici Gock (rusky Гоцк). Kolem vesnic Běrjezňaki (rusky Березняки) a Timoševiči (rusky Тимошевичи) byly útoky odráženy partyzánskou brigádou Čapajev. Několik oddílů vedených velitelem Koržem se dostalo do bojů v okolí vesnice Jaskoviči (rusky Ясковичи). Tyto boje jsou charakterizovány záznamem v deníku 23. policejního praporu, který partyzány označuje jako bandity:
| „                                      | 12. února 1943: Do 16:00 bylo dosaženo denního cíle. 41 banditů bylo zabito, 126 lidí bylo zastřeleno pro podezření ze spolupráce s bandity, 34 domů bylo zničeno. Potyčky s malými skupinami banditů, kteří utekli na východ. Trofej: 4 pušky, 50 koní, 30 saní. Nepřítel se stahuje do nitra území ovládaného bandity. Jídlo zatím nedorazilo. | “ |
| — Bojový deník 23. policejního praporu | |   |

Ze záznamu v bojovém deníku je zřejmé, že poměr 4 ukořistěné pušky ku 167 zlikvidovaným lidem znamenalo zabíjení neozbrojených.
V noci na 14. února 1943 byl velením partyzánských brigád naplánován průlom blokády. Během noci se jim podařilo uniknout špatně schůdnými cestami přes močály a dostat se do vesnic Boroviki (rusky Боровики) a Voluta (rusky Волута). Odtud se přesunuli dále na východ a nechali kárné síly, které je pronásledovaly, daleko za sebou. Německé velení pochopilo, že partyzáni unikli do jiných oblastí a postupně zastavili pronásledování. 14. února 1943 byl vydán rozkaz ke stažení kárných praporů z dosažených linií a při ústupu na základny zničit vše, co by mohlo sloužit partyzánům.
| „                                      | 15. února 1943: Žádní bandité nezabiti, 148 lidí zastřeleno pro podezření ze spolupráce s bandity, 183 domů zničeno, 326 kusů dobytka, asi 100 kusů drobného dobytka a 24 koní zabaveno. | “ |
| — Bojový deník 23. policejního praporu | |   |

SS-Sturmbrigade Dirlewanger, speciální jednotka SS složená z trestanců, ve dnech 15. – 17. února 1943 znovu pročesávala bojový prostor na severu a vyhledávala partyzány ve směru Starobin – Povarčicy (rusky Старобин – Поварчицы). Její příslušníci ve vesnici Kopaceviči (rusky Копацевичи) dne 16. února 1943 pobili civilisty a jejich těla spálili. Části obyvatel se podařilo uprchnout do lesů. 
18. února 1943 se partyzánům podařilo uniknout definitivně z blokády, a proto německé velení v čele s von Gottenbergem nařídilo akce k pacifikaci oblasti výskytu banditů. 
21. února 1943 byla operace ukončena.

## Výsledky operace
Operace Hornung trvala deset dní a kárné jednotky zabily 12 718 civilistů, kterým sebraly přes 16 700 kusů dobytka a více než 222 tun obilí. Zatčeno bylo 65 lidí, deportováno bylo 72 osob a bylo vypáleno asi 1 900 domů.
Podle zprávy o průběžných výsledcích operace k 18. únoru 1943 jednotky SS a policie od 10. února 1943 zlikvidovaly 1 850 banditů a zastřelily 2 800 lidí podezřelých ze spojení s bandami. 21. února 1943 bojová skupina Sever zaslala von Gottbergovu velitelství závěrečnou zprávu, podle níž bylo eliminováno dalších 130 banditů, zabito 2 909 podezřelých a zničeno 1 044 domů. Podle bojového deníku jen 23. policejní prapor zabil 130 partyzánů, ukořistil 39 pušek, 2 pistole a 20 ručních granátů a zastřelil 2 909 osob.
Vlastní ztráty německých jednotek byly 2 zranění, jeden kůň a saně byly vyhozeny do povětří minou a dále ztráty několik desítek příslušníků u spolupracujících útvarů. Podle německého hodnocení represivní operace nedosáhla očekávaných výsledků navzdory poměrně aktivnímu nasazení policie a celá akce nebyla příliš úspěšná.
V průběhu operace se policisté ze Starobinu vzbouřili a odmítli vykonávat vydané rozkazy, proto byli podrobeni zvláštnímu zacházení, což byl eufemismus pro jejich likvidaci včetně rodin.
Žádná z těchto vesnic nebyla po válce obnovena:
- Obec Nové Velikoviči (rusky Новые Величковичи) byla svými obyvateli opuštěna, a proto okupační síly odvezly pouze dobytek a vesnici spálily.
- Ve vesnici Rachoviči (rusky Раховичи) kárné jednotky shromáždily 15 civilistů včetně žen a dětí, zavřely je do stodoly a zaživa upálily.[3]
- 16. února 1943 byla zničena vesnice Dubrovno (rusky Дубровно) včetně jejich obyvatel.[4]
- 21. února 1943 ve vesnici Pervomajskij (rusky Первомайский) trestné síly zabily 22 civilistů a zcela vypálily vesnici Běreziněc (rusky Березинец).[4]
- 23. února 1943 byla zničena spolu s obyvateli vesnice Zadovba (rusky Задовба).[4]
- Další vypálené vesnice byly: Staré Veličkoviči (rusky Старые Величковичи) 353 zabitých, Dobraja Straž (rusky Добрaя Страж), Zaglinnoje (rusky Заглинное) 150 zabitých, Vějno (rusky Вейно) 128 zabitých, Jamnoje (rusky Ямное) 86 zabitých a osada Lesnaja (rusky Лесная) 30 zabitých.[5]

Vesnice Kopaceviči (rusky Копацевичи) měla před válkou 126 domů. Do roku 1971 jich bylo obnoveno 50.
Operace Hornung se svým způsobem provedení stala prototypem podobných akcí, kdy se represe zaměřily především proti civilnímu obyvatelstvu. Operace tak určila způsob vedení války a vyústila ve vlnu teroru v letech 1943 – 1944. 
Oficiálně byly výsledky všech kárných operací provedených od ledna do března 1943 prezentovány ve zprávě na pracovní schůzce s generálním komisařem Běloruska von Gottbergem. Podle zprávy bylo zlikvidováno 9 432 banditů, 12 946 podezřelých, 11 000 Židů a 233 lidí bylo zatčeno. Současně bylo zničeno 81 banditských základen a 1 064 bunkrů. Vlastní ztráty činily 342 zabitých a 338 zraněných. Kromě toho bylo zajištěno 3 589 osob k odeslání do Německa a vyvezeno 15 994 tun obilí, 5 432 tun brambor, 22 504 kusů dobytka.